# Емигрантите
„Емигрантите“ (на шведски: Utvandrarna) е шведски исторически филм от 1971 година на режисьора Ян Труел по негов сценарий в съавторство с Бенгт Форслунд, базиран на едноименната поредица романи на Вилхелм Муберг.
Сюжетът проследява селско семейство от Смоланд, което в края на XIX век напуска родното си село и предприема тежко пътуване до Америка, за да създаде нова ферма в девствените земи на Минесота. Главните роли се изпълняват от Макс фон Сюдов, Лив Улман, Еди Аксберг и Пиер Линдстед.
„Емигрантите“ е номиниран за 5 награди „Оскар“ – за най-добър чуждестранен филм, филм, режисура, адаптиран сценарий и главна женска роля, и получава наградите „Златен глобус“ за чуждестранен филм и драматична женска роля.